# مراد محمد صباح
مراد محمد (مواليد 1 أبريل 1997 في الموصل) هو لاعب كرة قدم عراقي يلعب في مركز الهجوم لصالح نادي الشرطة والمنتخب العراقي الاولمبي.

## بداياته
ولد مراد محمد جنوب القيارة في الموصل مركز محافظة نينوى، لعب في البداية في نادي الشرقاط بدوري الدرجة الأولى ثم نادي بيجي واصبح هداف دوري الدرجة الأولى وقتها للمنطقة الغربية، ثم انتقل بعدها إلى الدوري العراقي الممتاز.